# Santi Lesmes
Santiago Lesmes de la Prada (Málaga, 13 de febrero de 1978), más conocido como Santi Lesmes, es un presentador, productor de televisión y ex drag queen español que ha desarrollado la mayor parte de su trayectoria en el Perú, participando en diferentes espacios en dicho país.

## Biografía
Santiago Lesmes de la Prada nació el 13 de febrero de 1978 en Málaga.[cita requerida] Realizó sus estudios de Turismo en la Universidad de Málaga tras haber acabado la secundaria.[cita requerida] Comenzó su carrera artística en su país natal como drag queen bajo el nombre artístico la Tacones, allá por el año 2007. Pero fue en el año 2009 cuando Lesmes se mudaría al Perú y oficializa su residencia en el dicho país. Se desempeñó exitosamente como director del grupo de animación para los shows que brindan para sus huéspedes en el Hotel Las Dunas, ubicado en Ica. 
Años más tarde, Lesmes inicia su etapa en la televisión en el año 2015 teniendo la edad de treinta y siete años, cuando fue invitado al programa televisivo Una noche con Janet. En ese año, se sumaría a la coconducción de otro espacio, Al aire, para América Televisión, donde obtendría la popularidad por su desempeño y consolidarse por varios años en los medios, teniendo además varias polémicas con otros personajes de la televisión como Rodrigo González con quien tiene una enemistad hasta la actualidad. Seguidamente, al año siguiente, concursa en el programa de telerrealidad de baile El gran show, de la mano de Gisela Valcárcel, ese año sin conseguir el éxito, en el que años más tarde regresaría al formato en el rol de jurado por varias temporadas, incluyendo el programa derivado Reinas del show. Además, volvió a trabajar con Valcárcel en su otro concurso, El artista del año, a partir del año 2018.[cita requerida] Fue parte del jurado de la secuencia «Combate a bailar», del programa de telerrealidad Combate.
Gracias a ello, le permitió a Lesmes incluirse al elenco de la otra producción local, Cuéntamelo todo, del canal ATV, en el año 2017, al lado de Sofía Franco. Tuvo una corta participación en la teleserie peruana De vuelta al barrio, como Xavi, el nuevo pretendiente de Edmundo Ganoza en 2021, y colaboró para otros programas como En boca de todos y América hoy.
Desde el año 2022, es el conductor del magacín informativo Arriba mi gente, por la señal de Latina Televisión, donde permanece en la actualidad y comparte la conducción junto con Maju Mantilla y Fernando Díaz. A lo paralelo, fue parte del jurado del programa de telerrealidad Perú tiene talento. Lesmes estuvo en negociaciones para participar en el programa de telerrealidad culinario El gran chef famosos en el año 2023 y fue presentado más tarde como parte del elenco de participantes de la tercera temporada en agosto de ese año.

## Televisión
| Año           | Título                      | Rol                                     | Emisión            | Ref.             |
| ------------- | --------------------------- | --------------------------------------- | ------------------ | ---------------- |
| 2015          | Una noche con Janet         | Invitado especial (debut televisivo)    | Willax Televisión  | [ 2 ]            |
| 2015          | Hola a todos                | Panelista                               | ATV                | [cita requerida] |
| 2015-2016     | Al aire                     | Copresentador                           | América Televisión | [cita requerida] |
| 2016          | El gran show                | Participante (eliminado)                | América Televisión | [ 6 ]            |
| 2016          | Combate                     | Jurado de la secuencia Combate a bailar | ATV                | [ 8 ]            |
| 2017          | Cuéntamelo todo             | Copresentador                           | ATV                | [ 9 ]            |
| 2017-2021     | El gran show                | Jurado                                  | América Televisión | [ 6 ]            |
| 2018          | El gran show: América baila | Jurado                                  | América Televisión |                  |
| 2018-2021     | El artista del año          | Jurado                                  | América Televisión | [ 6 ]            |
| 2018-2020     | En boca de todos            | Colaborador                             | América Televisión | [cita requerida] |
| 2021          | América hoy                 | Colaborador                             | América Televisión | [cita requerida] |
| 2021          | De vuelta al barrio         | Xavi                                    | América Televisión | [ 10 ]           |
| 2021          | Es lo que hay               | Invitado                                | América TVGO       | [ 15 ]           |
| 2022-presente | Arriba mi gente             | Copresentador                           | Latina Televisión  | [ 12 ]           |
| 2022          | Perú tiene talento          | Jurado                                  | Latina Televisión  | [ 5 ]            |
| 2023          | El gran chef famosos        | Participante de refuerzo                | Latina Televisión  | [ 16 ]           |
| 2023          | El gran chef famosos        | Participante (temporada 3)              | Latina Televisión  | [ 14 ]           |